# رقص حاملي النعش
رقص حاملي النعش (بالإنجليزية: Dancing Pallbearers)‏ والمعروف أيضًا باسم التابوت الرّاقص ورقصة التابوت، عبارة عن مجموعة من حاملي النعش الغانيين مقرهم في مدينة برامبرام الساحلية في منطقة أكرا الكبرى جنوب غانا، وهم يُؤدّون هذا العمل في جميع أنحاء البلاد، وكذلك دوليًا. يُشار إليها محليًا باسم (Nana Otafrija Pallbearing and Waiting Service) أو (Dada awu).
يحمل الشبان النعش ويرقصون بطريقة غريبة، فهم لا يكتفون بهزّ النعش فقط، بل يرمون قبعاتهم، يسقطون على الأرض، يدورون، حتى يرمون النعش في الهواء، ويعتقدون أنّ هذه الرقصة كناية عن مراسم وداع لائقة بالراحل. وهذه العادة التقليدية أتاحت 100 وظيفة في غانا. وفي حديث لقناة بي بي سي يعود لعام 2017، يقول قائد الفرقة الراقصة (Benjamin Aidoo): "قررت أن أضيف تصميم الرقصات، لذلك إذا جاء العميل إلينا، فإننا نسألهم: "هل تريدها جليلة أم تريد المزيد من العرض؟ أو ربما تريد بعض الرقص أيضاً؟".

## في الثقافة الشعبية
في أبريل 2020، انتشرت مقاطع المجموعة على مواقع التواصل الاجتماعي، حيث عمد صناع «الميم»، والكوميكس، والفيديوهات الساخرة، إلى توظيف مقاطعهم للدلالة على النهاية الحزينة والمضحكة في الوقت نفسه للعديد من الحوادث، مثل أن يحاول شخص القيام بفعل خطير ولكنه يفشل، فيتم تركيب هذا المقطع، كنوع من السخرية.
يتم إقران المقاطع بشكل عام بأغنية "Astronomia" للفنان الموسيقي الروسي توني إيجي وريمكس الأغنية من قبل الثنائي الهولندي Vicetone. ترتبط العديد من الاستخدامات لهذا الميم بشكل شائع بجائحة فيروس كورونا 2019–20، فقد استُعملت عدة صور ومقاطع فيديو للوقاية من فيروس كورونا، تُرفق بجملة: «ابقوا في المنازل أو ارقصوا معهم».